# Dom Pedro (ort)
Dom Pedro är en ort i Brasilien.   Den ligger i kommunen Dom Pedro och delstaten Maranhão, i den östra delen av landet, 1 300 km norr om huvudstaden Brasília. Dom Pedro ligger 136 meter över havet och antalet invånare är 15 570.
Terrängen runt Dom Pedro är platt. Det finns inga andra samhällen i närheten.
Omgivningarna runt Dom Pedro är huvudsakligen savann. Runt Dom Pedro är det ganska tätbefolkat, med 60 invånare per kvadratkilometer.